# José Antonio Figueroa
José Antonio Figueroa Cerdeiriña (nacido el 14 de marzo de 1943 en Madrid, Comunidad de Madrid) es un exentrenador de baloncesto español.